# Tomb Raider: Dark Aeons

Tomb Raider: Dark Aeons est une bande dessinée française écrite par Alex Alice et dessinée par Patrick Pion, parue en mars 1999. C'est une aventure librement inspirée de la saga de jeux vidéo Tomb Raider.
À l'origine publiée dans la collection Bulle Noire de Glénat, cette bande dessinée a été retirée du marché quelque temps après sa parution pour cause de problèmes juridiques. Les droits de la licence (vendus par Eidos Interactive) revenait en effet à l'éditeur américain Top Cow. Tomb Raider : Dark Aeons est par conséquent devenu un objet de collection.

## Synopsis
République tchèque. Une secte tente de réveiller une puissance maléfique dans les profondeurs de Prague. Le gourou porte un mystérieux masque. Soudain surgit un commando américain, qui extermine tous les adeptes.
À des milliers de kilomètres de là, l'archéologue et aventurière britannique Lara Croft se rend aux États-Unis chez son ancien professeur, Fenimore McDonnel. Dans son manoir de Nouvelle-Angleterre acquis récemment, il a découvert un passage secret menant à une ancienne grotte amérindienne. Lara retrouve son vieil ami prisonnier d'un groupe d'indiens vouant un culte à une divinité maléfique, Drachnen Skhân, qui vit dans les profondeurs du monde. Un commando high-tech intervient et, sous les ordres du capitaine Neeson, tire dans le tas pour abattre les membres de la secte. Dans la fusillade, Lara est séparée de McDonnel et plonge dans une rivière pour échapper aux hélicoptères, non sans avoir dérobé le masque porté par le chaman durant la cérémonie.
Lara s'envole pour Prague afin d’aller chercher de l’aide auprès du professeur Sondra Sachaev. Cette dernière lui révèle que le masque a été conçu par une puissance millénaire, qui cherche aujourd'hui à s'extraire des entrailles de la terre en passant par une série de gouffres. Lara et Sondra suivent les militaires jusque dans la jungle de la Papouasie occidentale, pour éviter le réveil de Drachnen Skhân...

## Un objet de collection
Tomb Raider : Dark Aeons a été réalisé entre 1997 et 1999. L'album (scénarisé par Alex Alice, dessiné par Patrick Pion et mis en couleurs par Nadine Thomas), paraît quelques mois après le jeu Tomb Raider 3. On peut voir dans l'histoire de nombreuses références au Mythe de Cthulhu de l'écrivain H. P. Lovecraft.
Cette bande dessinée est à l’origine un projet prévu en trois tomes. « Malheureusement la série a été arrêtée, malgré le succès de librairie, à cause de sombres problèmes juridiques liés à l’incompétence professionnelle des gens de Eidos France, qui ont été incapable d’assurer la poursuite de la licence en BD auprès des éditions Glénat. Donc l’album a été retiré de la vente pour des problèmes juridiques (...) C’est une histoire qui se termine un peu mal pour nous et pour les gens qui ont aimé l’album (...) Le personnage s’y prêtait, on était au moment où Lara Croft était encore un personnage très intéressant et puis, bon, ils ont un peu saboté le personnage en faisant n’importe quoi avec (...) » explique le scénariste. « Dans le deuxième tome, Lara comprend que « les sept Nexus ne sont pas seulement liés dans l’espace mais aussi dans le temps. Le pouvoir des masques est lié à ça. Pour retrouver le troisième masque d’ailleurs, il lui faut débarquer en pleine Seconde Guerre mondiale avec toujours l’agence gouvernementale américaine secrète aux trousses. Il y avait des scènes de combat d’anthologie. Le jeu sur les paradoxes temporels et la chasse aux artefacts, c’était vraiment cool ».

### Documentation
- Olivier Matret, « Tombeuse », BoDoï, no 18,‎ avril 1999, p. 7.